# Wherever You Will Go
«Wherever You Will Go» (с англ. — «Куда бы ты ни пошла») ― дебютный сингл американской группы The Calling, выпущенный в мае 2001 года в качестве первого сингла с их дебютного студийного альбома Camino Palmero. Он остается их самым известным и самым успешным хитом. Он занял 5-е место в чарте Billboard Hot 100 и возглавлял чарт Adult Top 40 в течение 23 недель. За пределами США песня имела аналогичный успех, достигнув вершины музыкальных чартов Италии, Новой Зеландии и Польши, 3-го места в Великобритании, 5-го места в Австралии и став хитом первой десятки в нескольких европейских странах.

## Создание
Автор песни Аарон Камин рассказал об этой песне в радиоинтервью следующее: 
В то время умерла лучшая подруга моей бабушки и у нее остался муж. Я был на похоронах, а потом я просто начал думать о том, каково это ― быть им и осознавать, что твоя жизнь резко изменилась к худшему. Кто-то, с кем ты живешь, растешь и становишься единым целым, просто уходит. Это же ужасно. И я представил, что все, о чем он думает, это, вероятно, найти способ вернуться к ней или быть с ней. Убедиться, что с ней все в порядке или что-то в этом роде. Именно об этом и поется в песне ...

## Музыкальный клип
На эту песню было снято два клипа. Первый был снят в Мексике. Другая версия, более популярная, была поставлена режиссёром Грегори Дарком. В ней группа выступала на бетонном канале реки Лос-Анджелес, а на переднем плане была показана история девушки, которой изменил парень. В клипе сыграл актёр Дрю Фуллер.

## В культуре
Песня прозвучала в таких фильмах, как Бар «Гадкий койот» и «Реальная любовь».
Она также была использована в сериалах «Спасите Грейс», «Тайны Смолвиля», «Звёздный путь: Энтерпрайз» и «Страйк».

## Трек-лист
| US 7-inch vinyl A. «Wherever You Will Go» — 3:28 B. «Adrienne» — 4:30 UK enhanced CD single 1. «Wherever You Will Go» (radio edit) — 3:28 2. «Lost» — 3:48 3. «Wherever You Will Go» (acoustic) — 3:24 4. «Wherever You Will Go» (director’s cut video) — 3:26 UK and European cassette single 1. «Wherever You Will Go» — 3:28 2. «Lost» — 3:48 3. «Wherever You Will Go» (acoustic) — 3:24 | European CD single 1. «Wherever You Will Go» (radio edit) — 3:28 2. «Lost» — 3:48 European limited-edition maxi-single 1. «Wherever You Will Go» — 3:28 2. «Nothing’s Changed» — 4:04 3. «Lost» — 3:48 4. «Wherever You Will Go» (video) — 3:26 Australian CD single 1. «Wherever You Will Go» — 3:28 2. «Nothing’s Changed» — 4:04 3. «Lost» — 3:48 |

## Чарты и сертификации
| Чарт (2001—2002)                        | Высшая позиция |
| --------------------------------------- | -------------- |
| Австралия (ARIA)                        | 5              |
| Австрия (Ö3 Austria Top 40)             | 8              |
| Бельгия/Фландрия (Ultratop 50)          | 29             |
| Бельгия/Валлония (Ultratop 50)          | 18             |
| Canada (Nielsen SoundScan)              | 20             |
| Дания (Tracklisten)                     | 7              |
| Europe (Eurochart Hot 100)              | 6              |
| Франция (SNEP)                          | 7              |
| Германия (GfK)                          | 16             |
| Greece (IFPI)                           | 18             |
| Ирландия (IRMA)                         | 8              |
| Италия (FIMI)                           | 1              |
| Нидерланды (Dutch Top 40)               | 14             |
| Нидерланды (Single Top 100)             | 31             |
| Новая Зеландия (Recorded Music NZ)      | 1              |
| Норвегия (VG-lista)                     | 4              |
| Poland (Nielsen Music Control)          | 1              |
| Romania (Romanian Top 100)              | 10             |
| Шотландия (Scottish Singles Chart)      | 4              |
| Швеция (Sverigetopplistan)              | 14             |
| Швейцария (Schweizer Hitparade)         | 7              |
| Великобритания (UK Singles Chart)       | 3              |
| США (Billboard Hot 100)                 | 5              |
| США (Billboard Adult Alternative Songs) | 6              |
| США (Billboard Adult Contemporary)      | 21             |
| США (Billboard Adult Top 40)            | 1              |
| США (Billboard Alternative Songs)       | 14             |
| США (Billboard Mainstream Rock)         | 37             |
| США (Billboard Mainstream Top 40)       | 4              |

| Chart (2011)                       | Peak position |
| ---------------------------------- | ------------- |
| Ireland (IRMA)                     | 42            |
| Шотландия (Scottish Singles Chart) | 15            |
| Великобритания (UK Singles Chart)  | 16            |

| Чарт (2002)                       | Позиция |
| --------------------------------- | ------- |
| Australia (ARIA)                  | 45      |
| Belgium (Ultratop 50 Wallonia)    | 69      |
| Europe (Eurochart Hot 100)        | 42      |
| France (SNEP)                     | 56      |
| Italy (FIMI)                      | 9       |
| Netherlands (Dutch Top 40)        | 96      |
| New Zealand (Recorded Music NZ)   | 7       |
| Sweden (Sverigetopplistan)        | 60      |
| Switzerland (Schweizer Hitparade) | 35      |
| UK Singles (OCC)                  | 59      |
| US Billboard Hot 100              | 5       |

| Чарт (2011)      | Позиция |
| ---------------- | ------- |
| UK Singles (OCC) | 164     |

| Чарт                        | Позиция |
| --------------------------- | ------- |
| US Adult Top 40 (Billboard) | 3       |

| Регион | Сертификация | Продажи |
| --- | ------------ | ------- |
| Австралия (ARIA) | Платиновый   | 70 000^ |
| Италия (FIMI) | Платиновый   | 50 000  |
| Великобритания (BPI) | Платиновый   | 600 000 |
| ^ Данные о тиражах приведены только на основе сертификации. · Данные о продажах + прослушиваниях приведены только на основе сертификации. |              |         |